# バファロー大隊
『バファロー大隊』（Sergeant Rutledge）は、1960年のアメリカ映画。西部劇であるが、黒人差別を扱った法廷ドラマとしても観られる作品である。

## ストーリー
1880年。バッファロー・ソルジャー第九騎兵隊の指揮官であるダブニー少佐が射殺され、さらにその娘であるルーシーが強姦のすえ絞殺されて、彼女が身に着けていた金の十字架のネックレスが盗まれているのが見つかる。騎兵隊に所属する黒人兵のラトレッジ軍曹が強姦・殺人の容疑で軍法会議にかけられることになり、カントレル中尉が、ラトレッジの弁護人に任命される。ラトレッジはダブニー殺害については認めたものの、ルーシーの殺害については否定していた。
裁判では、証人のメアリー・ビーチャーらの証言から、アパッチ族との戦闘におけるラトレッジの英雄的行動（アパッチ族の襲撃からメアリーを守り、逮捕後もアパッチ族の待ち伏せを知らせ隊を救う）が明らかとなる。しかし検察側は、そのことで殺害の容疑が晴れたわけではないと反論する。
次に弁護側は、証拠品として金の十字架のネックレスと「C.H.」とイニシャルの打たれた狩猟用コートを持ち出す。ネックレスは町や牧場を襲撃していたアパッチが身につけていたものであり、コートのイニシャルはアパッチに殺害された男性・クリスのものと一致した。弁護人のカントレルは、クリスがルーシーを殺害し、その後やってきたラトレッジは、その犯人と決めつけたダブニーに襲われ、正当防衛で反撃したものと主張する。すると検察側に「提出された品はありふれたもので区別がつかず、証拠にならない」と反論される。またカントレルも、小柄なクリスのものにしてはコートのサイズが大きい、と疑問に思っていた。
そんな中、傍聴人として法廷にいた、雑貨屋を営むクリスの父親が「自分の息子のせいで、罪のない黒人兵が死刑になるのを見ていられない」と証言台に上がり、「ネックレスは私が売ったものだ。十字架の裏に傷があったため交換を申し出たがルーシーは『自分のものだという印になる』と言って交換しなかった」と発言。このまま死んだクリスが真犯人と決まって閉廷するかと思われたが、カントレルはこの父親のイニシャルも「C.H.」であることや、父親のものならコートのサイズも不自然でないことに気づく。カントレルはクリスの父親を問い詰め、彼は罪を認めた。
こうして真犯人が逮捕され、ラトレッジは再び部隊に復帰した。

## キャスト
| 役名                 | 俳優                   | 日本語吹替                                   |
| 役名                 | 俳優                   | NET版                                        |
| -------------------- | ---------------------- | -------------------------------------------- |
| カントレル中尉       | ジェフリー・ハンター   | 井上孝雄                                     |
| メアリー・ビーチャー | コンスタンス・タワーズ | 池田昌子                                     |
| フォスゲート大佐夫人 | ビリー・バーク         | 木下ゆず子                                   |
| ラトレッジ曹長       | ウディ・ストロード     | 小林修                                       |
| スキッドモア軍曹     | ファノ・フェルナンデス | 雨森雅司                                     |
| フォスゲート大佐     | ウィリス・ボーシェイ   | 富田仲次郎                                   |
| シャタック大尉       | カールトン・ヤング     | 穂積隆信                                     |
| マルクイーン中尉     | ジャドソン・プラット   | 緑川稔                                       |
| エクナー医師         | チャールズ・シール     | 上田敏也                                     |
| 不明 その他          |                        | 加藤正之 仲木隆司 野島昭生 田中康郎 清川元夢 |
| 日本語スタッフ       |                        |                                              |
| 演出                 | 演出                   | 春日正伸                                     |
| 翻訳                 | 翻訳                   | 宇津木道子                                   |
| 効果                 | 効果                   | 赤塚不二夫                                   |
| 調整                 | 調整                   | 山田太平                                     |
| 制作                 | 制作                   | 日米通信社                                   |
| 解説                 | 解説                   | 淀川長治                                     |
| 初回放送             | 初回放送               | 1975年10月26日 『日曜洋画劇場』              |